# Johann Carl Gombart
Johann Carl Gombart (* 4. April 1752 in Braunfels; † 9. Januar 1816 in Augsburg) war ein deutscher Musikverleger und Flötist.

## Leben und Wirken
Johann Carl Gombart war Fürstlicher Solms-Braunfelsscher Kommissionsrat – ein Titel, den er auf Lebenszeit erhielt – und Notenstecher. Ab 1773 ermöglichte ihm das Fürstenhaus eine kaufmännische Ausbildung in Italien. In Basel, wo er zwischen 1782 und 1792 im städtischen Orchester als Flötist gewirkt hatte, erhielt er durch den aus Augsburg stammenden Bartolomäus Hübner eine Ausbildung zum Notenstecher. Bereits in Basel verlegte er erste Musikwerke, dazu gehörten Kompositionen von Friedrich Hartmann Graf, Tebaldo Monzani (1762–1839) und Johann Georg Distler. 1794 zog er nach Augsburg, der Heimatstadt seiner Frau, die dem hiesigen Patriziat angehörte. Gombart erhielt hier das Bürgerrecht und die Erlaubnis zum Betreiben einer Notenstecherei sowie eines Verlags, der im ehemaligen Bankhaus der Welser seine erste Bleibe fand.
Ab 1794 erschienen bei Gombart zahlreiche Erst- oder Frühdrucke der Werke von Joseph und Michael Haydn sowie von Wolfgang Amadeus Mozart. Von 1802 bis 1811 verlegte Gombart sieben Originalausgaben von Werken Carl Maria von Webers. Der größte Teil des Verlagsprogramms, welches sich in erster Linie an eine möglichst breite Bevölkerungsschicht richtete, lieferten Komponisten wie beispielsweise Franz Christoph Neubauer, Johannes Amon, Adalbert Gyrowetz, Johann Abraham Sixt oder Joseph von Eybler. Zwischen 1799 und 1804 erschienen die „Gesellschaftslieder Wider die Mode“ des Abtes und Komponisten Nikolaus Betscher aus Rot an der Rot. Die Geschichte des deutschen Musikverlagswesens misst Gombart dank seiner künstlerischen Begabung und seinem wirtschaftlichen wie unternehmerischen Können eine besondere Bedeutung zu.
Nach seinem Tod führten zunächst seine beiden Söhne Carl und Wilhelm die Verlagshandlung weiter, bis 1825 Wilhelm Gombart die alleinige Leitung des Verlages übernahm. 1831 erhielt er die Erlaubnis zur Errichtung einer lithographischen Anstalt, seither erfolgte die konsequente Umstellung der Notenproduktion vom aufwändigen Notenstich auf die preisgünstigere Lithographie, mit der der Vater bereits in der Anfangszeit des Unternehmens erste Erfahrungen gemacht hatte. 1836 beendete Wilhelm Gombart seine Musikverlegertätigkeit und führte bis 1840 die Handelstätigkeit fort.
Zwischen 1794 und 1836 entstanden in dem Familienbetrieb rund 1000 Verlagsprodukte.